# ۱۴۲۰ (قمری)
۱۴۲۰ (قمری)، هزار و چهارصد و بیستمین سال در گاه‌شماری هجری قمری قراردادی و کبیسه است. اول محرم این سال برابر با هفدهم آوریل سال ۱۹۹۹ میلادی است.

## درگذشتگان
- ۷ ذی‌القعده - میرزا رحیم سامت فقیه شیعه (زادهٔ ۱۳۲۱ قمری)